# Produzione del biodiesel
La produzione del biodiesel è il processo di produzione di un combustibile alternativo ed in larga parte compatibile con il gasolio che si ottiente per distillazione frazionata del petrolio.  Il procedimenti descritti di seguito possono essere eseguiti in piccola scala, a casa propria, o industrialmente.

## Avvertenze
Occorre prestare speciale attenzione ad alcune fasi e sostanze del processo potenzialmente pericolosa
- Idrossido di sodio: caustico, irritante per la pelle, pericoloso a contatto con gli occhi;
- Metanolo: tossico. Al suo posto si può utilizzare etanolo (alcool etilico assoluto al 99%, anidro, ossia senz'acqua), modificando le dosi.

### Legge italiana
Se si ha intenzione di produrre biodiesel in proprio e di utilizzarlo come combustibile in territorio italiano, è necessario tenere presente che la legge italiana prevede sanzioni amministrative per chi evade l'Accisa (tassazione) sui carburanti; il decreto legislativo n. 504 del 26 ottobre 1995, il Testo Unico in materia di accise, all'art. 40 prevede:
"è punito con la reclusione da sei mesi a tre anni e con la multa dal doppio al decuplo dell'imposta evasa, non inferiore in ogni caso a euro 7.746, chiunque: ...omissis... destina ad usi soggetti ad imposta od a maggiore imposta prodotti esenti o ammessi ad aliquote agevolate".

## Fasi del processo
I passaggi più comuni sono:
1. Preparazione: depurare e riscaldare il grasso di origine biologica.  Se l'olio è umido assieme al biodiesel verrà prodotto anche sapone, e l'indice di conversione dall'olio vegetale al biodiesel sarà minore, ottenendo un eccesso di trigliceridi.
2. Titolazione di un campione di olio.  Il pH ottimale del biodiesel è 7 (neutro), lo stesso dell'acqua distillata.  Alcuni grassi hanno alti livelli di acidi grassi liberi che richiedono una esterificazione acida (per ottenere un pH minore di tre) prima di una transesterificazione alcalina.
3. Mescolare l'alcol (metanolo o meno comunemente etanolo) e il catalizzatore (idrossido di sodio o di potassio).
4. Combinare a 50 °C la miscela di metanolo e catalizzatore con l'olio preparato.
5. Separazione:
  1. Del glicerolo dal biodiesel (ad esempio attraverso decantazione o centrifugazione).
  2. Rimozione dell'alcol (tramite distillazione)
6. Purificazione del biodiesel: separare il biodiesel dagli scarti (sapone e catalizzatore); lavaggio ed asciugatura del biodiesel.
7. Trovare una collocazione per i sottoprodotti e gli scarti della produzione.

## Metodi di produzione
Esistono tre vie di base per la produzione di biodiesel a partire da biolipidi (grassi ed oli di origine biologica).
- Transesterificazione del biolipide catalizzata da basi.
- Transesterificazione diretta del biolipide catalizzata da acidi.
- Conversione del biolipide prima nei propri acidi grassi e quindi nel biodiesel.

Quasi tutto il biodiesel viene attualmente prodotto attraverso transesterificazione catalizzata da basi, processo più economicamente vantaggioso richiedendo basse temperature e pressioni ed avendo una rendita di conversione del 98%.

## Preparazione dell'olio
Le macchine per la produzione di biodiesel richiedono che l'olio abbia delle proprietà specifiche.
- Meno dell'1% (in peso) di particelle sospese, e particelle più piccole di 5 µm.  A causa di ciò si rendono necessari:
  - Filtrazione fino a 5 µm.
  - Lavatura con acqua calda (separazione liquido-liquido).
  - Decantazione.
  - Riscaldamento dell'olio.
  - Seconda decantazione.
- Assenza di acqua.  Per questo, dopo la seconda decantazione, viene eseguito il passo finale della preparazione dell'olio (asciugatura).
- Facile solubilità nell'alcol da usare.

## Reazione chimica
La reazione può essere mostrata nel modo seguente:
```
 CH
2
OC(O)R1

 |
 CHOC(O)R1 + 3 CH
3
OH
 
→
 (CH
2
OH
)
2
CH-OH + 3 CH
3
OC(O)R1

 |
 CH
2
OC(O)R1
```

Data la variabilità di prodotti naturali, il gruppo alchilico sui trigliceridi è probabilmente differente:
```
 CH
2
OC(O)R1

 |
 CHOC(O)R2 + 3 CH
3
OH
 
→
 (CH
2
OH
)
2
CH-OH + CH
3
OC(O)R1
 + CH
3
OC(O)R2
 + CH
3
OC(O)R3

 |
 CH
2
OC(O)R3
```

trigliceride + metanolo → glicerolo + esteri
R1, R2, R3: gruppo alchilico.
Durante il processo di esterificazione il trigliceride reagisce con l'alcol in presenza di un catalizzatore, di solito una base forte: (NaOH, KOH o silicato di sodio).  La ragione principale per eseguire la titolazione dell'olio, è trovare quanta base è necessaria per assicurare una transesterificazione completa.  Empiricamente 6.25 g/l di NaOH producono un combustibile molto utilizzabile.  Con gli oli di scarto dalla produzione di cibo, viene indicato di utilizzare circa 6 g di NaOH se l'olio è chiaro, 7 g quando è scuro.
L'alcol reagisce con gli acidi grassi per formare l'estere mono-alchil (o biodiesel) e glicerolo grezzo.  La reazione tra il biolipide (grasso od olio) e l'alcol è reversibile, quindi l'alcol deve essere aggiunto in eccesso per spingere a destra la reazione ed assicurare una conversione completa.

## Descrizione del processo
- Preparazione: deve essere posta particolare cura per monitorare la quantità di acqua e di acidi grassi liberi nel biolipide di partenza.  Se il livello di acidi grassi liberi o di umidità è troppo elevato possono verificarsi problemi con la produzione di sapone (saponificazione) e la separazione della glicerina al termine del processo.
- Il catalizzatore viene sciolto nell'alcol usando un agitatore o un frullatore normali.
- La miscela alcol/catalizzatore viene quindi caricata in un contenitore chiuso nel quale viene aggiunto il biolipide (oli o grassi vegetali o animali).  Da qui in poi, il sistema è totalmente chiuso per evitare perdite di alcol per evaporazione.
- La miscela viene tenuta appena sopra il punto di ebollizione dell'alcol, per velocizzare la reazione, anche se in alcuni sistemi viene invece raccomandato di eseguire la trasformazione a temperatura ambiente.  Il tempo di reazione consigliato varia tra 1 e 8 ore.  L'alcol in eccesso viene normalmente usato per assicurare la conversione completa del grasso od olio nei suoi esteri.
- La frazione di glicerina è molto più densa della frazione di biodiesel, e possono essere quindi separate per gravità, lasciando sedimentare la glicerina alla base del contenitore.  In altri casi si può utilizzare una centrifuga per separare i due materiali più rapidamente.
- Una volta che le fasi di glicerina e biodiesel sono state separate, l'alcol in eccesso in ciascuna fase viene rimosso tramite distillazione o evaporazione parziale.  In altri sistemi l'alcol viene rimosso e la miscela neutralizzata prima di separare la glicerina dagli esteri.
- La glicerina separata, come prodotto secondario, contiene ancora saponi e catalizzatori inutilizzati che possono essere neutralizzati con un acido ed immagazzinati come glicerina grezza (acqua ed alcol sono rimossi più tardi, principalmente tramite evaporazione, per produrre una glicerina pura all'80-88%).
- Una volta separato dalla glicerina, il biodiesel viene talvolta depurato  "lavandolo" in acqua (estrazione liquido-liquido) per rimuovere catalizzatori o saponi residui, quindi asciugato e immagazzinato.